# 锡蓬科尔皮国家公园
锡蓬科尔皮国家公园（芬蘭語：Sipoonkorven kansallispuisto）是芬兰的一座国家公园，成立于2011年。成立时为芬兰第36座国家公园。公园面积有23平方公里，公园位于赫尔辛基、万塔和锡博三市镇交界处。锡蓬科尔皮国家公园的标识为雕鸮。
国家公园里的森林是芬兰首都地区除努克西奥国家公园内湖边高地之外最后一块没有人工建筑的自然环境。国家公园里有不同种类的森林、沼泽和文化景观。公园内地貌起伏变换，高度差距较大。森林里主要以欧洲云杉为主。森林公园内贯穿者一条河流，其两岸栖息着很多鸟类。
国家公园长久以来一直是附近居民的休闲区。2018年访客数量为98 700。